# 臺灣圓沼螺
臺灣圓沼螺（学名：Bithynia misella）为沼螺科豆螺屬下的一个种。

## 分佈
本物種，生長分布於臺灣的高雄市、台中縣、彰化縣鹿港、南投縣的集集、埔里鎮，嘉義縣大林鎮，屏東縣潮州鎮及琉球鄉等處。

## 外部連結
- 維基物種上的相關：臺灣圓沼螺